# دیلدرین
دیلدرین با ال‌دی ۵۰ ۴۰ (L.D.۵۰= ۴۰ mgkg−۱) جزء سموم کلره است و به نام‌های اوکتالوکس یا ترکیب ۴۹۷ نیز نامیده می‌شود. خاصیت پایداری آن بیشتر از آلدرین است. این حشره‌کش برای مبارزه با حشرات ناقل بیماری‌ها مخصوصاً پشه آنوفل و مگس‌ها به کار برده می‌شود.
دیلدرین بوی نامطبوعی دارد و با اغلب قارچ‌کش‌ها و حشره‌کش‌ها قابل اختلاط است. خاصیت سمی دیلدرین نسبت به حشرات ناقل بیمارها ۸ الی ۱۰ برابر ددت و پایدارتر از ان است. برای بسیاری از ناقلین به مقدار ۰٫۵ گرم برای هر مترمکعب به کار می‌رود. این حشره‌کش به صورت محلول، گرد، پودر مویابل و کنسانتره امولسیفیابل وجود دارد.